# Comisión Económica de las Naciones Unidas para Europa
La Comisión Económica de las Naciones Unidas para Europa, CEPE (UNECE o ECE en inglés) se estableció en 1947 para promocionar la cooperación económica entre sus Estados miembros. Es una de las cinco comisiones regionales bajo la dirección administrativa de las sedes de las Naciones Unidas. Tiene 56 Estados miembros, e informa al Consejo Económico y Social de las Naciones Unidas (ECOSOC). Además de los países europeos, incluye a EE. UU., Rusia, Canadá, Israel, Turquía y las repúblicas de Asia central. La sede del secretariado de la UNECE está situada en Ginebra y tiene un presupuesto de 50 millones de dólares.

## Estados miembros
Los 56 Estados miembros son:

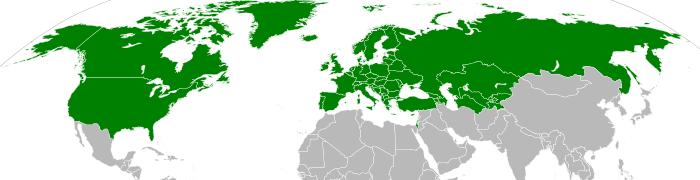
Miembros de UNECE.

Albania, Alemania, Andorra, Armenia, Austria, Azerbaiyán, Bielorrusia, Bélgica, Bosnia y Herzegovina, Bulgaria, Canadá, Croacia, República Checa, Chipre, Dinamarca, Eslovaquia, Eslovenia, España, Estados Unidos, Estonia, Finlandia, Francia, Georgia, Grecia, Hungría, Islandia, Irlanda, Israel, Italia, Kazajistán, Kirguistán, Letonia, Liechtenstein, Lituania, Luxemburgo, Macedonia del Norte, Malta, Moldavia, Mónaco, Montenegro, Noruega, Países Bajos, Polonia, Portugal, Reino Unido, Rumanía, Rusia, San Marino, Serbia, Suecia, Suiza, Tayikistán, Turquía, Turkmenistán, Ucrania y Uzbekistán.
Nota: 15 de los 56 Estados miembros de UNECE son receptores de Asistencia Oficial al Desarrollo.

## Comité de Transporte Terrestre
La División de Transporte de la UNECE ha proporcionado los servicios de secretaría al Foro Mundial para Armonización de las Regulaciones de Vehículos (WP.29). Además, la sección de Innovación del Transporte y de Regulaciones de Vehículos actúa como secretariado del Comité Administrativo para la coordinación del trabajo, y de los Comités Administrativos/Ejecutivos de los tres Acuerdos sobre vehículos administrados por el Foro Mundial.
El Convenio CMR relativo al Contrato de Transporte Internacional de Mercancías por Carretera fue el resultado de un grupo de trabajo de este comité.